# Сьлешинек
Сьлешинек (пол. Śleszynek) — село в Польщі, у гміні Жихлін Кутновського повіту Лодзинського воєводства.
У 1975-1998 роках село належало до Плоцького воєводства.